# L'imboscata (album)
| Recensione              | Giudizio |
| ----------------------- | -------- |
| AllMusic                |          |
| Dizionario del pop-rock |          |

L'imboscata è il diciannovesimo album del cantautore italiano Franco Battiato, pubblicato nel 1996 dalla PolyGram.
Dell'album uscì, l'anno successivo, una versione cantata in spagnolo intitolata La emboscada.

## Descrizione
Secondo album di Battiato con testi del filosofo Manlio Sgalambro, raggiunse il secondo posto in classifica, risultando uno dei dischi italiani più venduti dell'anno. Superò le 200000 copie in quattro mesi, cifra comunque non indicativa delle sue vendite complessive dal momento che rimase in classifica 45 settimane.
La copertina dell'album riprende il quadro del 1810 La battaglia delle Piramidi di Antoine-Jean Gros in cui si vede Napoleone arringare i soldati prima della battaglia delle piramidi.
Il disco è dedicato allo scrittore Gesualdo Bufalino, amico e conterraneo di Battiato, scomparso pochi mesi prima. Venne pubblicato anche in una versione a tiratura limitata con un libretto in allegato, contenente dipinti e commenti alle canzoni redatti da Battiato e Sgalambro.
Nella raccolta del 2015 Anthology - Le nostre anime sono stati pubblicati nuovi missaggi dei brani Strani giorni e La cura, con l'obiettivo di evidenziare le componenti rock degli arrangiamenti. Nel 2021 l'ingegnere del suono Pino "Pinaxa" Pischetola, che aveva lavorato all'album originale, ha realizzato nuovi missaggi degli altri otto brani in modo da creare una versione alternativa del disco, pubblicata per festeggiarne il venticinquesimo anniversario. In coda al CD sono presenti quattro bonus track. La copertina è stata rivisitata da Francesco Messina che ha tolto le ripetizioni del titolo "L'imboscata" sullo sfondo e ha cambiato il carattere con cui viene scritto "Franco Battiato".
Nella prima tiratura dell'album, sul retro di copertina e nel libretto, Segunda-feira ed Ecco com'è che va il mondo sono riportate, per errore, in ordine inverso, quindi rispettivamente come traccia #7 e #8. L'edizione per il 25º anniversario cambia l'ordine dei brani sul disco per seguire quello riportato in questa prima versione della copertina.

## Tracce
Testi di Manlio Sgalambro, eccetto dove indicato; musiche di Franco Battiato.

### Edizione italiana
1. Di passaggio – 3:35 (testo: Franco Battiato e Manlio Sgalambro)
2. Strani giorni – 3:57 (testo: Manlio Sgalambro e Benedict Fenner)
3. La cura – 4:01 (testo: Franco Battiato e Manlio Sgalambro)
4. ...ein Tag aus dem Leben des kleinen Johannes – 3:47
5. Amata solitudine – 4:04
6. Splendide previsioni – 3:52 (testo: Fleur Jaeggy e Manlio Sgalambro)
7. Ecco com'è che va il mondo – 4:21
8. Segunda-feira – 3:59
9. Memorie di Giulia – 3:16
10. Serial Killer – 4:06

Durata totale: 38:58

### Edizione spagnola
1. De paso – 3:35 (testo: Franco Battiato e Manlio Sgalambro)
2. Días extraños – 3:57 (testo: Manlio Sgalambro e Benedict Fenner)
3. El cuidado – 4:01 (testo: Franco Battiato e Manlio Sgalambro)
4. ...ein Tag aus dem Leben des kleinen Johannes – 3:47
5. Amada soledad – 4:04
6. Expléndidas previsiones – 3:52 (testo: Fleur Jaeggy e Manlio Sgalambro)
7. Es así que marcha el mundo – 4:21
8. Segunda-feira – 3:59
9. A la memoria de Giulia – 3:16
10. Serial Killer – 4:06

Durata totale: 38:58

### 25th Anniversary Edition
1. Di passaggio (Mix 2021) – 3:38 (testo: Franco Battiato e Manlio Sgalambro)
2. Strani giorni (Mix 2015) – 3:59 (testo: Manlio Sgalambro e Benedict Fenner)
3. La cura (Mix 2015) – 4:03 (testo: Franco Battiato e Manlio Sgalambro)
4. ...ein Tag aus dem Leben des kleinen Johannes (Mix 2021) – 3:48
5. Amata solitudine (Mix 2021) – 4:05
6. Splendide previsioni (Mix 2021) – 3:53 (testo: Fleur Jaeggy e Manlio Sgalambro)
7. Segunda-feira (Mix 2021) – 4:01
8. Ecco com'è che va il mondo (Mix 2021) – 4:23
9. Memorie di Giulia (Mix 2021) – 3:18
10. Serial Killer (Mix 2021) – 4:09
11. Di passaggio (live) (da L'imboscata Live Tour 1997) – 3:43 (testo: Franco Battiato e Manlio Sgalambro)
12. Strani giorni (live) (da L'imboscata Live Tour 1997) – 4:10 (testo: Manlio Sgalambro e Benedict Fenner)
13. La cura (live) (da L'imboscata Live Tour 1997) – 4:08 (testo: Franco Battiato e Manlio Sgalambro)
14. Decline and Fall of the Roman Empire (da Strani giorni) – 3:45

Durata totale: 55:03

## Formazione
- Franco Battiato – voce, chitarra
- Ben Fenner – tastiera, programmazione, chitarra e voce (traccia 6)
- Carlo Guaitoli – pianoforte e tastiera
- David Rhodes – chitarra acustica ed elettrica
- Saturnino – basso
- Gavin Harrison – batteria e percussioni
- Jean-Pierre Vermeeren – sassofono soprano
- Nuovo Quartetto Italiano
  - Alessandro Simoncini, Luigi Mazza – violino
  - Demetrio Comuzzi – viola
  - Luca Simoncini – violoncello
- Peter Bischof, Giovanni Lindo Ferretti, Peter Risavy – voce (traccia 4)
- Antonella Ruggiero – voce (traccia 1, 6)
- Manlio Sgalambro – voce (traccia 1)
- Nicola Walker-Smith – voce (traccia 2, 6)
- Ursula – voce (traccia 6)

## Classifiche
| Classifica (1996) | Posizione massima |
| ----------------- | ----------------- |
| Europa            | 27                |
| Italia            | 2                 |

### Classifiche di fine anno
| Classifica (1996) | Posizione |
| ----------------- | --------- |
| Italia            | 9         |